# Goudwinde
De goudwinde (Leuciscus idus melanotus) is een oranjekleurige en zeer actieve vis die gemakkelijk kan overleven in een visvijver. De goudwinde is waarschijnlijk een ondersoort van de winde. Synoniemen voor de wetenschappelijke naam zijn Cyprinus idus melanotus, Squalius oxianus melanotus, Idus melanotus, Idus idus melanotus, Leuciscus idus Redfin.
De winde komt van nature voor in Europa. Vanaf 1868 werden de vissen vanuit Zuid-Duitsland uitgezet en in vijvers van parken, tuinen, langzaamstromende beken etc. De vissen overleven  in de winter als de vijver niet totaal bevriest.

## Uiterlijk
Zoals de naam al aangeeft, heeft deze vis een kleur. De kleur van de goudwinde kan variëren van diep oranje tot bleek oranje en heeft vaak donkergekleurde vlekjes.
De grootte van de vijver bepaalt de uiteindelijke lengte van de siervis. Windes van twee jaar oud zijn  ongeveer 15 cm lang. Windes van vijf jaar ca. 30 cm.  Tien jaar oude vissen kunnen in de natuur een lengte van 50 cm bereiken. In een doorsnee vijver worden de windes maximaal 40 centimeter lang.

## Voedsel
Windes zijn vooral bij valavond en 's nachts actief, omdat ze dan op insecten jagen. Daarom zie je ze ook meestal vlak onder het wateroppervlak. Maar in een vijver zijn ze de hele dag actief. Goudwindes springen ook regelmatig boven de waterspiegel uit om kleine, vliegende insecten te vangen. Ze kunnen daarbij tot 30 cm hoog springen.
Het komt hun kleur ten goede als ze gevarieerde voeding eten zoals rode muggenlarven, watervlooien en droogvoer. Daarnaast eten goudwindes ook kleinere visjes. Waterplanten eten ze niet, in tegenstelling tot andere karperachtigen. De goudwinde blijft - in tegenstelling tot bijvoorbeeld de goudvis - van de bodem en woelt die niet om, hetgeen een groot voordeel in vijvers is, want het water blijft daardoor helder.

## Leefwijze
De goudwinde is een scholenvis, waardoor hij het beste in een groep overleeft.

## Voortplanting
Het is vrij lastig de vissen te seksen. Het enige verschil ligt in de zwarte puntjes die een mannetje op zijn huid vertoont tijdens de paartijd. Deze begint in eind mei wanneer de watertemperatuur rond de 23 graden Celsius ligt. Windes planten zich echter in een vijver wel gemakkelijk voort. Ze paaien al bij lage watertemperatuur en zetten de eitjes af in ondiepe delen, op stenen of planten. De eieren komen na 10-20 dagen uit.  De pas uit het ei gekomen larven zijn circa 6 mm groot. De jongen zijn na 2 tot 3 jaar volwassen.

## Varianten
Er bestaan gelijksoortige vissen die andere kleuren hebben:
- blauwe winde
- zilverwinde
- sluierwinde
- regenboogwinde
- driekleurenwinde.